# 예약완결권
예약완결권(豫約完結權)은 매매의 일방 예약에 의하여 예약 권리자가 갖는 매매 완결권이 양 당사자에게 있는 것을 말한다. 일방예약에서는 매매 완결의 의사표시만으로 즉시 매매의 효력이 발생한다. 따라서 예약의 목적물이 가격상승이 심한 것(가령 토지·가옥 등)일 때에는 예약 완결권 자체가 하나의 재산적 가치를 가지게 된다. 특히 매매의 예약이 채권담보의 목적으로 이용되는 것과 같은 경우는 예약 완결권은 담보물권과 유사한 가치를 가지게 되어 그 양도도 많이 행하여진다. 예약 완결권은 채권 양도의 방법으로 타인에게 양도되는데 특히 가등기에 의하여 보전되는 부동산 매매 예약 완결권(不動産賣買豫約完結權)은 위 가등기의 이전등기에 의하여도 양도할 수 있다. 또한 예약 완결권을 행사할 수 있는 기간을 미리 당사자가 결정하지 않은 때에는 예약 의무자(완결권을 갖지 않는 당사자)는 상당한 기간을 정하여 완결권의 행사여부의 확답을 최고할 수 있다(위의 기간 내에 회답이 없으면 예약은 실효된다, 대한민국 민법 제564조).

## 판례
수인의 채권자가 각기 그 채권을 담보하기 위하여 채무자와 채무자 소유의 부동산에 관하여 수인의 채권자를 공동매수인으로 하는 1개의 매매예약을 체결하고 그에 따라 수인의 채권자 공동명의로 그 부동산에 가등기를 마친 경우, 수인의 채권자가 공동으로 매매예약완결권을 가지는 관계인지 아니면 채권자 각자의 지분별로 별개의 독립적인 매매예약완결권을 가지는 관계인지는 매매예약의 내용에 따라야 하고, 매매예약에서 그러한 내용을 명시적으로 정하지 않은 경우에는 수인의 채권자가 공동으로 매매예약을 체결하게 된 동기 및 경위, 그 매매예약에 의하여 달성하려는 담보의 목적, 담보 관련 권리를 공동 행사하려는 의사의 유무, 채권자별 구체적인 지분권의 표시 여부 및 그 지분권 비율과 피담보채권 비율의 일치 여부, 가등기담보권 설정의 관행 등을 종합적으로 고려하여 판단하여야 한다. 이와 달리 1인의 채무자에 대한 수인의 채권자의 채권을 담보하기 위하여 그 수인의 채권자와 채무자가 채무자 소유의 부동산에 관하여 수인의 채권자를 권리자로 하는 1개의 매매예약을 체결하고 그에 따른 가등기를 마친 경우에, 매매예약의 내용이나 매매예약완결권 행사와 관련한 당사자의 의사와 관계없이 언제나 수인의 채권자가 공동으로 매매예약완결권을 가진다고 보고, 매매예약완결의 의사표시도 수인의 채권자 전원이 공동으로 행사하여야 한다는 취지의 대법원 1984. 6. 12. 선고 83다카2282 판결, 대법원 1985. 5. 28. 선고 84다카2188 판결, 대법원 1985. 10. 8. 선고 85다카604 판결, 대법원 1987. 5. 26. 선고 85다카2203 판결 등은 이 판결의 견해와 저촉되는 한도에서 변경하기로 한다.

## 같이 보기
- 매매